# Marianne (société secrète)
Pour les articles homonymes, voir Marianne (homonymie).
Vers 1850 se constituèrent un peu partout en France, mais surtout dans le Centre, différentes sociétés secrètes républicaines opposées à Louis-Napoléon Bonaparte. La Marianne ou Société des Mariannes fut l'une des plus notables d'entre elles.

## Sources
- Les sociétés secrètes à Bourges